# Ruth Gonseth
Ruth Gonseth, née le 31 mai 1943 à Muri (originaire du même lieu et de Krattigen), est une dermatologue et personnalité politique suisse, membre des Verts. Elle représente le canton de Bâle-Campagne au Conseil national de novembre 1991 à juin 2001.

## Biographie
Ruth Gonseth naît Ruth Egenter le 31 mai 1943 à Muri, dans le canton d'Argovie. Elle est originaire de cette même commune et de Krattigen, dans le canton de Berne.
Diplômée du lycée d'Aarau, Ruth Gonseth étudie la médecine à Fribourg et à Berne. Dermatologue, elle ouvre un cabinet à Liestal en 1977. En 1987, elle cofonde l'Association des médecins pour la protection de l'environnement, qui milite, entre autres, contre la pollution de l'air.
Elle est mariée et devient mère tôt, à l'âge de 23 ans.
Elle habite à Liestal.

### Parcours politique
Elle commence sa carrière politique en tant que membre du Conseil des habitants (législatif) de Liestal en 1989, puis députée au Grand Conseil de 1990 à 1991. 
En 1991, elle est élue au Conseil national. Première écologiste à y représenter le canton, elle siège à partir de décembre 1995 la Commission de la politique de sécurité (CPS) et à la Commission de la sécurité sociale et de la santé publique (CSSS). Après sa réélection en octobre 1999, elle siège à la Commission de la science, de l'éducation et de la culture (CSEC).  
Au Conseil national, elle préconise une utilisation prudente du génie génétique et la protection de la qualité de l'eau, tandis que les droits de l'homme sont au centre de ses interventions en politique étrangère. En 2001, elle annonce sa démission et Maya Graf la remplace. 
Elle est membre depuis 2015 des Panthères vertes du canton de Bâle-Campagne, qui réunit les membres plus âgés et plus expérimentés des Verts.

### Engagements philanthropiques
Déjà en tant que lycéenne, Ruth Gonseth s'est intéressée aux développements en dehors de la Suisse et a organisé un échange scolaire avec la Côte d'Ivoire. 
Elle préside depuis 2009 l'association Shanti Med Nepal, qui soutient divers projets d'aide au Népal. Cette association a notamment créé un hôpital de district à Ratnanagar[Où ?].